# Cross River Tram
Cross River Tram (in precedenza Cross River Transit) è una proposta del Transport for London per la costruzione di una linea di tram, lunga 16,5 km, allo scopo di collegare Camden Town a King's Cross, Peckham e Brixton. Il suo scopo è quello di alleggerire il sovraffollamento della Metropolitana di Londra e l'incremento di servizi di trasporto in aree al momento non molto fornite. La linea dovrebbe entrare in servizio entro il 2016 e dovrebbe avere una frequenza media di 4 minuti, ridotta a due nelle ore di punta.
L'ex sindaco di Londra Ken Livingstone disse all'Assemblea il 18 luglio 2007 di aver chiesto al TfL di considerare la possibilità di suddividere il progetto in due fasi, dando la precedenza al ramo sud della linea rispetto a quello nord. Non è chiaro come questa cosa possa essere realizzata qualora il suggerimento venisse accettato, anche perché il suo successore Boris Johnson ha annunciato che il progetto è in fase di revisione alla luce degli scarsi fondi governativi.
Il Transport for London ha annunciato, il 6 novembre 2008, che il Cross River Tram non verrà costruito.

## Linea proposta
Il tracciato non è ancora stato deciso ma fra la fine del 2006 ed i primi mesi del 2007 la TfL consultò i residenti sulla loro opinione circa le seguenti proposte:
- Da Camden Town a Waterloo

Camden Town - Mornington Crescent - Euston - Tavistock Square - Russell Square - Holborn - Aldwych - South Bank - Waterloo
- Da Waterloo a Brixton

Waterloo - (Lambeth North/Imperial War Museum/Kennington Cross o Elephant & Castle) - Oval - (Stockwell o Brixton Road) - Brixton (either Pope's Road or Brixton St Matthew's Church)
- Da Waterloo a Peckham

Waterloo - St. George's Circus - Elephant & Castle - Heygate Street - Thurlow Street - (Burgess Park/Chandler Way o Wells Way/Southampton Way) - Peckham
- Da Euston a King's Cross

Euston - (Crowndale Road o Somers Town) - King's Cross
Il 11 settembre 2007 la TfL pubblicò i risultati dell'indagine:
- Da Euston a King's Cross - la maggioranza delle risposte diede la preferenza alla rotta via Somers Town, a eccezione dei residenti di Somers Town che si dissero favorevoli alla rotta via Crowndale Road
- Da Euston a Camden Town - la maggioranza si espresse per una rotta via Camden High Street
- Da Waterloo a Oval - la maggioranza si espresse per la rotta via Elephant & Castle
- Da Oval a Brixton - la maggioranza si espresse per la rotta via Brixton Road
- A Brixton town centro, la maggioranza scelse la rotta via Effra Road
- Da Waterloo a Peckham - la maggioranza si espresse per la rotta via Burgess Park
- A Peckham town centro, prevalse la scelta di una rotta via Jocelyn Street ed a nord della Peckham library, e Cerise Road come capolinea